# Plainville (Kansas)
Plainville é uma cidade localizada no estado americano de Kansas, no Condado de Rooks.

## Demografia
Segundo o censo americano de 2000, a sua população era de 2029 habitantes.
Em 2006, foi estimada uma população de 1866, um decréscimo de 163 (-8.0%).

## Geografia
De acordo com o United States Census Bureau tem uma área de
3,1 km², dos quais 3,1 km² cobertos por terra e 0,0 km² cobertos por água. Plainville localiza-se a aproximadamente 653 m acima do nível do mar.

## Localidades na vizinhança
O diagrama seguinte representa as localidades num raio de 28 km ao redor de Plainville.